# アナバル川
アナバル川（アナバルがわ、Anabar、ロシア語: Анабар）は、ロシアのシベリア北部を流れる川である。レナ川の西、タイミル半島の東に位置する。
北極圏の300km北のアナバル高原に発し、サハ共和国の北西を流れて北極海の一部であるラプテフ海の西端、タイミル半島の付け根のハタンガ湾に注ぐ。流域は中央シベリア高原の最高部を構成するプトラナ台地に広がっている。年平均流水量はおよそ500立方m/秒で、年の大半は凍結しているが、氷が解ける初夏には流量は激しく増える。
アナバル川流域より東では、空気が乾燥しすぎていたために最終氷期の間も氷河が形成されなかったとみられ、このためアナバル湾はロシアで一番東のフィヨルドと考えられている。アナバル川の河口がフィヨルド由来の広い湾の形状であるのに対して、それより東の河川ではレナ川のように、広大な三角州を形成している。
アナバル川流域はアフリカおよびオーストラリア以外ではもっとも大きなダイヤモンド鉱床の集中地域となっている。これらの鉱山によりソビエト連邦は世界最大のダイヤ生産国になり、ロシア連邦になってもこの地域の経済をダイヤが支えている。